# Chirostoma promelas
Chirostoma promelas är en fiskart som beskrevs av Jordan och Snyder, 1899. Chirostoma promelas ingår i släktet Chirostoma och familjen Atherinopsidae. IUCN kategoriserar arten globalt som starkt hotad. Inga underarter finns listade i Catalogue of Life.